# فرودگاه شهری هالیستر
فرودگاه شهری هالیستر (به انگلیسی: Hollister Municipal Airport) یک فرودگاه همگانی بهره‌برداری هوایی با کد یاتا HLI است که یک باند فرود آسفالت دارد و طول باند آن ۹۶۰ متر است. این فرودگاه در شهر هالیستر، کالیفرنیا کشور ایالات متحده آمریکا قرار دارد و در ارتفاع ۷۰ متری از سطح دریا واقع شده‌است.